# メドレー (企業)
株式会社メドレー（英: MEDLEY,INC.）は、東京都港区に本社を置き、ヘルスケア関連のインターネットサービスを提供する日本の企業。

## 概要
2009年6月、創業代表の瀧口浩平が株式会社メドレーを創業。2009年11月、医療介護の成果報酬型求人サイト「ジョブメドレー」を開設。2015年2月、オンライン医療事典「MEDLEY」を開始。
2015年4月、プラチナファクトリー株式会社を100%子会社化し、介護施設の検索サイト「介護のほんね」を運営開始。2016年2月に提供開始したオンライン診療システム「CLINICS」は、全国の診療所や大学病院などで幅広く導入されている。最新のオンライン診療システム／サービスカテゴリにおける医療機関導入シェアの調査では、医療機関シェアNo.1の結果が示されている。

## 沿革
- 2009年
  - 6月 - 東京都港区に株式会社メドレーを設立
  - 11月 - 医療介護の求人サイト「ジョブメドレー」開始
- 2012年11月 - 東京都渋谷区に移転
- 2015年
  - 2月 - オンライン医療事典「MEDLEY」開始
  - 3月 - 東京都港区に移転
  - 4月 - プラチナファクトリー株式会社を100%子会社化。介護施設の検索サイト「介護のほんね」を運営開始
  - 7月 - プラチナファクトリー株式会社を吸収合併
- 2016年
  - 2月 - オンライン診療システム「CLINICSオンライン診療」提供開始
  - 6月 -「日経メディカル ワークス」開始（日経BP社と共同運営）
- 2018年
  - 4月 - クラウド型電子カルテ「CLINICSカルテ」提供開始
  - 11月 -「MEDLEY DRIVE」プロジェクト開始
- 2019年12月 - 東京証券取引所マザーズ市場上場
- 2020年9月 - かかりつけ薬局支援システム「Pharms (ファームス)」提供開始
- 2021年
  - 1月 - 株式会社パシフィックシステム（現・パシフィックメディカル）をグループ会社化
  - 2月 - 株式会社メディパスをグループ会社化
  - 4月 - 株式会社NTTドコモと資本業務提携契約を締結し、協業を開始
  - 10月 - 株式会社ミナカラの全株式をNTTドコモと共同取得[3]
  - 12月 - NTTドコモとオンライン診療・服薬指導アプリ「CLINCIS」の共同運営開始
- 2022年
  - 1月 - オンライン動画研修サービス「メディパスアカデミー介護」を運営開始。クラウド歯科業務支援システム「Dentis」提供開始
  - 4月 - 「ジョブメドレー」、今後の事業領域拡大を見据えてサービスロゴをリニューアル
  - 5月 - 「メディパスアカデミー介護」、今後の事業展開を見据えて「ジョブメドレーアカデミー」に名称変更
  - 9月 - オンライン診療・服薬指導アプリ「CLINICS」に、NTTドコモのお薬手帳サービス「おくすり手帳Link」を統合開始。株式会社Tenxiaを完全子会社化
  - 11月 - 東京証券取引所グロース市場から東京証券取引所プライム市場へ上場市場区分を変更
- 2023年
  - 2月 - 株式会社Tenxiaを吸収合併
  - 9月 - 株式会社GCMをグループ会社化

## 受賞歴
- 2018年2月 - 日経ヘルスケア　ベンチャーが選ぶベンチャーランキング1位
- 2018年11月 - Forbes 起業家ランキング2019 TOP20に選出
- 2019年1月 - 日経優秀製品・サービス賞2018 最優秀賞 日本経済新聞社賞
- 2019年10月 - 2019年度グッドデザイン賞　グッドデザイン・ベスト100
- 2019年11月 - 総務省後援「ASPIC IoT・AI・クラウドアワード2019」 ASP・SaaS部門 ベスト社会貢献賞
- 2019年11月 - Forbes JAPAN「日本の起業家ランキング2020」第3位
- 2020年11月 - 総務省後援「ASPIC loT・AI・クラウドアワード2020」総務大臣賞及び社会業界特化系 ASP・SaaS部門　総合グランプリ
- 2021年10月 - 2021年度「証券アナリストによるディスクロージャー優良企業選定」新興市場銘柄部門　優良企業